# Timana costalis
Timana costalis là một loài bướm đêm trong họ Geometridae.